# ミサイルサイロ

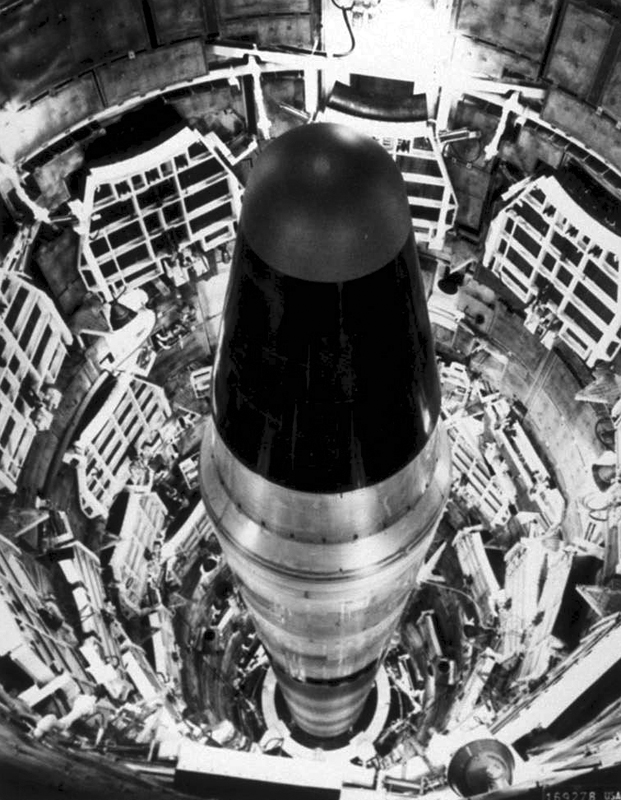
サイロ内のタイタンII ICBM。周囲のすのこ状のものは整備用プラットフォームで、使用されない時には折り畳まれている。

ミサイルサイロ（Missile silo）とは、大陸間弾道ミサイルなどの大型ミサイルを格納する建築物のことである。単に「サイロ」とも呼ぶ。この名称は穀物を貯蔵するサイロに由来すると考えられる。

## 概要

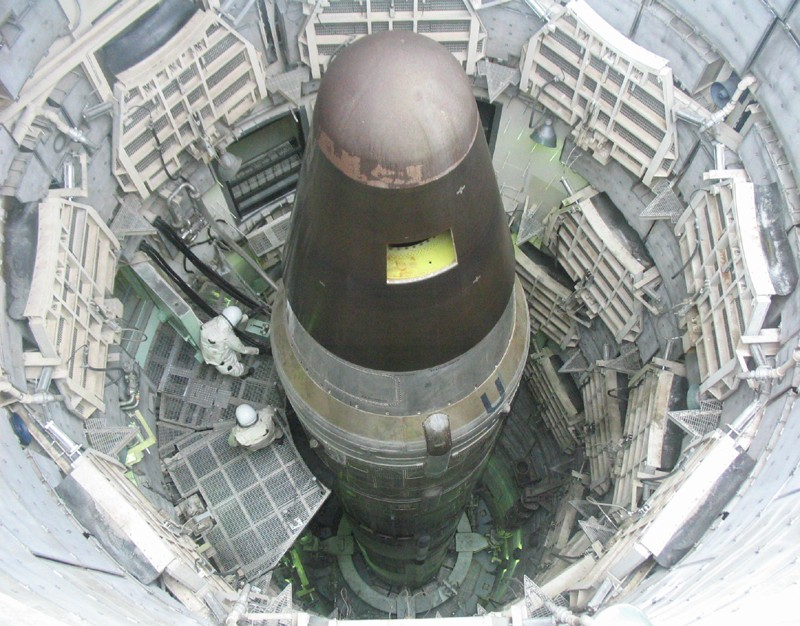
タイタン・ミサイル・ミュージアム

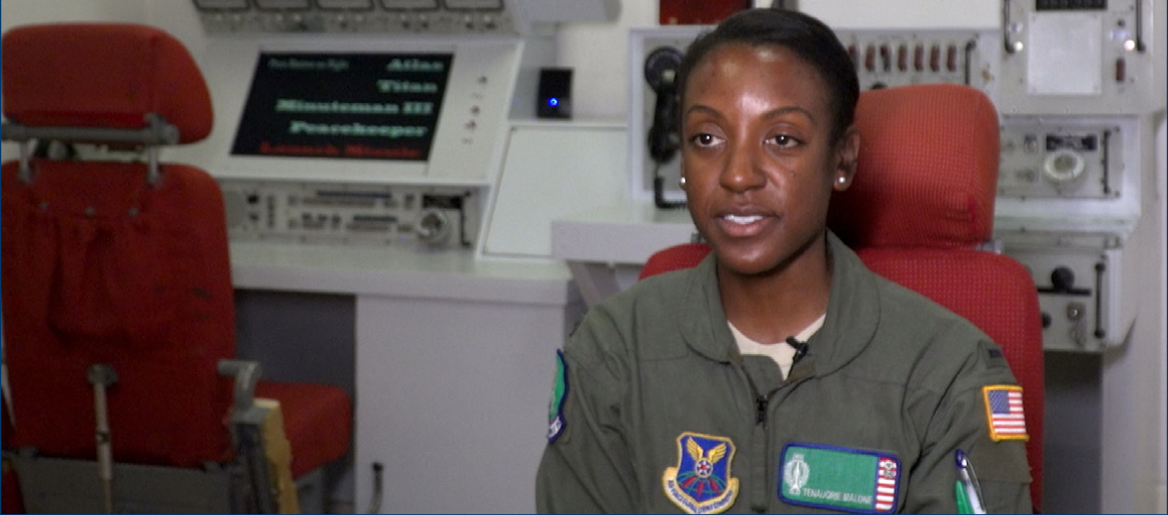
ミサイル管制所と勤務者の担当士官。2019年4月、ワイオミング州のWarren ICBM and Heritage Museumにて

最初期の弾道ミサイルは、いわゆる「ロケット」と同じく地表面からの発射方式であり、待機中のミサイルは攻撃に対し、非常に脆弱なものであった。これに対し、発射システムを地下式サイロとすることにより、ミサイルの待機中や発射準備中における脆弱性は大きく改善することができる。
地下式サイロはミサイルの外形に合わせた円筒形の細長い穴となっており、上からミサイルを吊り降ろして配備する。敵の攻撃に備えて地下司令設備とともに硬化された（Hardened）施設となっており、至近の核爆発に耐える構造となっている。
サイロの構造としては、ミサイル収納用の鉛直な穴がメインとなっている。これは、コンクリートなどで構成された対爆用の蓋で覆われており、ミサイル発射時にはこの蓋が移動し、穴の上部が開放されることとなる。このほか、サイロには、ミサイルの整備用の通路やロケットの噴煙排気路、ミサイル発射管制施設、及び発射管制要員（担当者は兵卒ではなく士官）の待機設備（居住区）、液体燃料式のミサイルでは液体燃料用の燃料タンクが設けられる。
地下式ミサイルサイロの建築は高価なものであり、これらを大規模に運用している国はアメリカ合衆国と中華人民共和国に限られる。イギリスは冷戦初期に計画していたブルーストリークIRBM用サイロ建造を経済的な理由で中止した。フランスは本土南東部アルビオン高原のアプト・セイント・クリストール空軍基地においてSSBS S-3 中距離弾道ミサイルの18基のサイロを有していたが、冷戦終結後の1996年にIRBMおよびサイロ運用を停止した。中国は約20基のDF-5がサイロに配備され運用されている。
これら地下式サイロは冷戦期の1960年代から建造が開始されている。アメリカ合衆国の初期のICBMであるアトラス初期型は地表に設置するだけで防護措置は何も取られていなかった。続くアトラスEでは、地上の掩蔽格納庫（バンカー（Bunker.その外見から将兵には「棺桶」とあだ名された）に配備されるようになった（ミサイルは普段は横に倒された状態で保管され、発射時には直立する）。これに続く、アトラスFやタイタンIを配備した頃より地下サイロの運用が行われるようになっている。
旧ソ連（ロシア）では第二次戦略兵器削減条約（START-II）で使用が禁止されたR-36用のミサイルサイロは爆破された上で埋め立てられて二度と使用できないようにされた。条約で再利用が認められた一部のサイロはコンクリートを充填して全長を短くし、より小型のRT-2PM2用に利用されている。しかしながらSTART-II自体の履行が完全ではなかったこともあってサイロの廃棄は一部にとどまり、依然として多くのR-36が配備されていると考えられている。
冷戦終結後、アメリカでは不要となったタイタンIIICBMやピースキーパーICBMが使用していたミサイルサイロが売却され、倉庫や民間人が所有する個人住宅となっているものもある。アリゾナ州ではサイロを利用した博物館『タイタン・ミサイル・ミュージアム』が運営されている。管制所もミサイルへの接続のみが切られていて、入館者は運営ボランティアの説明を受けながら司令部からの指示を基に発射操作をする体験も出来る。

## 発射方式

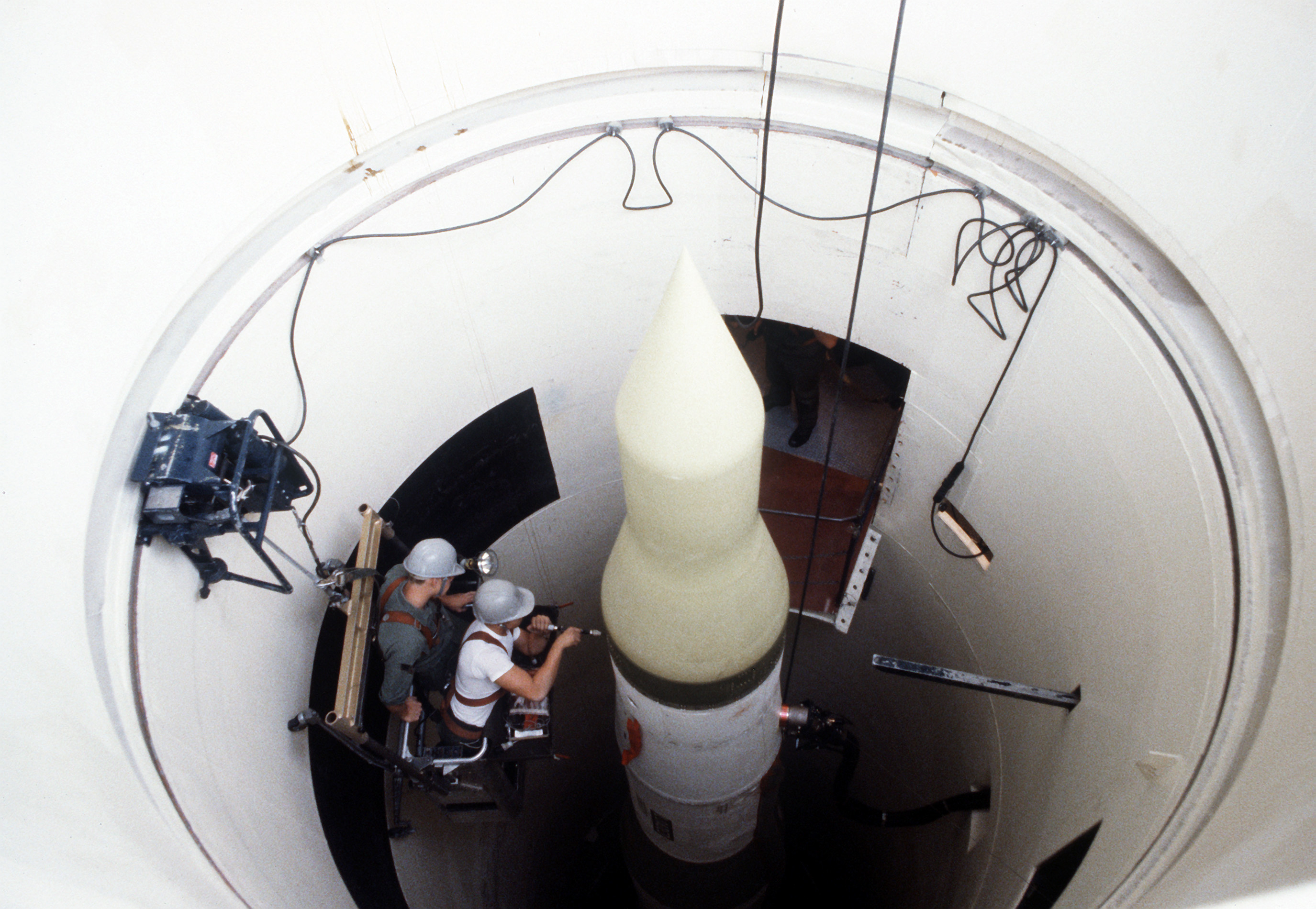
ミサイルサイロ内で整備中のミニットマンII

サイロにおけるミサイル発射方式については、ホットローンチ方式とコールドローンチ方式がある。アトラスFやタイタンIなどの初期のホットローンチ方式は、推進剤の充填を行ってから地表までミサイルを移動させ発射する方式であった。その後の即応性を高めたホットローンチ方式では、ミサイルサイロ内でミサイルのロケットエンジンに点火される。そのため、サイロ内部が高温のロケットエンジンの排気に晒されて損傷・破壊される。
コールドローンチは高圧ガス（水蒸気等）によりミサイルをサイロ外へ射出し、サイロ外の一定の高度に到達した時点でエンジンを点火する方式である。この方式であれば、サイロは高熱に晒されることも無く、ミサイル発射後も機能に問題を生じず、迅速な再利用が可能とされていた。アメリカではピースキーパーがコールドローンチ方式である。